# Cumulus humilis
Cumulus humilis eller godtvejrscumulus er en form for cumulussky og den mindste af slagsen. Skyen er lavthængende og blomkålsformet og giver ingen regn.

## Etymologi
"Cumulus" er latin for "bunke", hvilket skyerne kaldes pga. deres blomkålsagtige form, der kan minde om en bunke. "Humilis" er et navn, skytypen har fået pga. den lave konvektion ved dannelsen, da det betyder "ydmyg" på latin.

## Dannelse
Cumulus humilis opstår ved, at vanddamp fortættes i en forholdsvis lav højde og danner en blomkålsformet sky. Højden er normalt 600 meter i fugtige områder, mens den kan være op til omkring 1000 m i tørre områder. Derefter sørger svag konvektion, dvs. en svag grad af opadstrømmende luft, for, at skyerne får deres endelige form, der oftest består i rundede toppe og flade undersider. Manglende konvektion gør, at skyer ikke kan dannes over Antarktis. Et krav til disse skyer, hvis de skal kunne kaldes cumulus humilis, er, at de, set fra jorden, skal have en højde, der er mindre end deres bredde.
Efter dannelsen kan skyen udvikle sig til den større cumulus mediocris, der igen kan videreudvikle sig.

## Betydning for natur og samfund
Skyerne har ringe betydning for vejret pga. deres tykkelse, men kan forårsage mindre turbulens i fly.

## Fodnoter
1. 1 2 3 4 5  Burroughs, William J.; Crowder, Bob; Robertson, Ted; Vallier-Talbot, Eleanor; Whitaker, Richard. Gyldendals bog om vejret (2. reviderede udgave), Nordisk Forlag A/S 2002, side 194. ISBN 87-02-01166-2.